# Jack MacDougall
Pour les articles homonymes, voir MacDougall.
Jack MacDougall est un homme politique canadien actif au Nouveau-Brunswick, chef du Parti vert du Nouveau-Brunswick entre 2009 et 2011.

## Biographie
Jack MacDougall nait à Saint-Jean, au Nouveau-Brunswick, en 1953. Il grandit dans la ville et y décroche un baccalauréat en éducation à l'Université du Nouveau-Brunswick. En 1976, il ouvre une compagnie de taxi, un atelier de débosselage et un garage, qu'il dirige jusqu'en 1982. Il se lance ensuite dans la restauration et la réouverture du Théâtre Impérial, qui est chose faite en 1994; il appuie toujours le théâtre dans la province.
Il travaille pour l'Association libérale du Nouveau-Brunswick de 1984 à 1999. En 2002, il tente sans succès de devenir chef du parti. Il quitte alors la politique pour devenir enseignant. En août 2008, il est embauché par le Parti vert du Canada en tant qu'organisateur pour les Provinces maritimes.
Il est le chef du parti vert du Nouveau-Brunswick depuis le 24 septembre 2009.
En tant que chef du parti, il est candidat dans la circonscription électorale de Fredericton-Nashwaaksis lors de l'élection générale de 2010.
Il quitte ses fonctions le 12 septembre 2011 mais reste membre du parti, affirmant préférer se concentrer sur l'organisation et non la direction du parti. Il affirme aussi que sa faible connaissance du français constituait un obstacle important à son travail de chef.
Son épouse se nomme Frances et le couple a quatre enfants.